# Пасерування

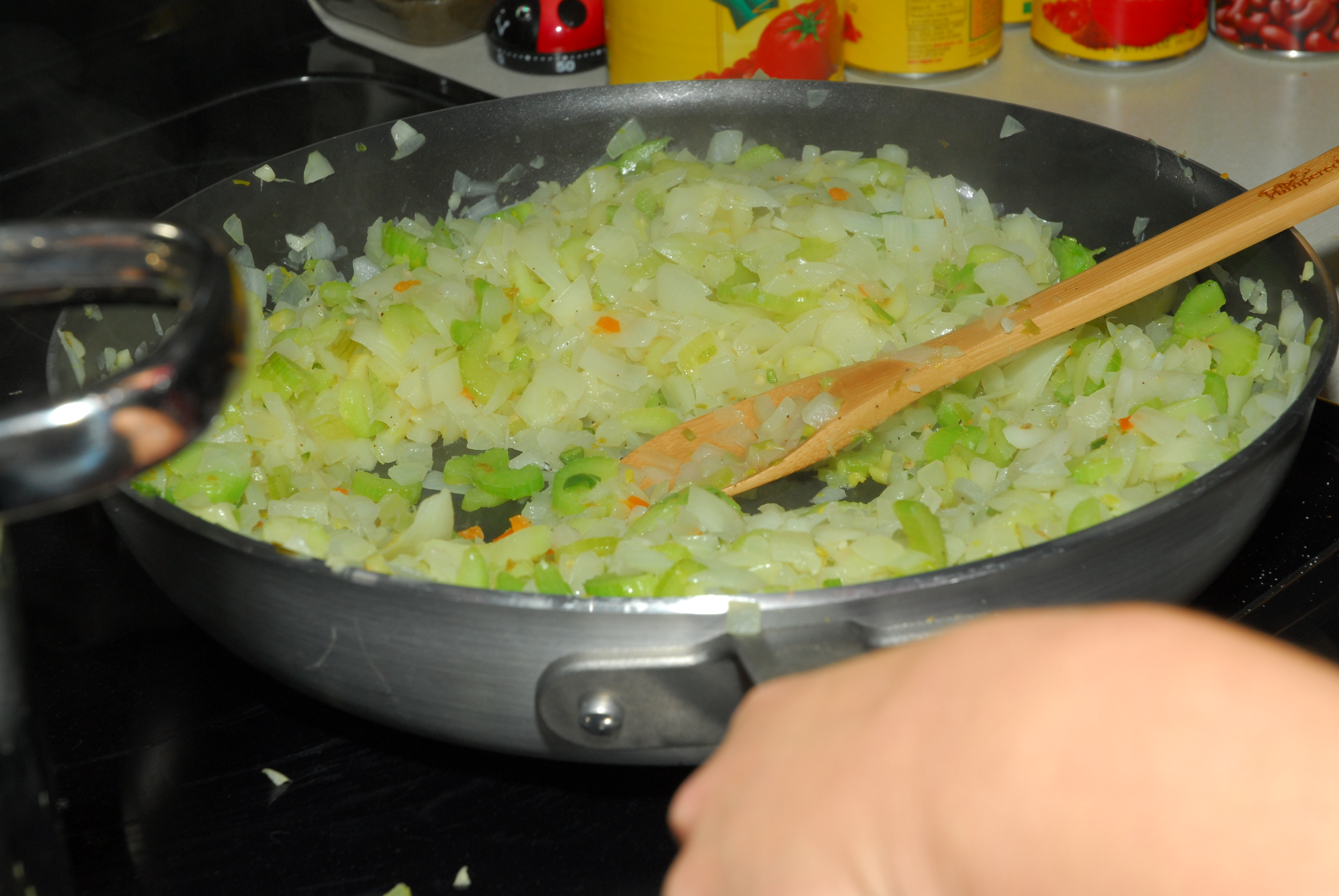
Пасерування овочів

Пасерува́ння — техніка приготування їжі, що полягає в легкому обсмажуванні продукту з жиром або без нього перед наступною тепловою обробкою з періодичним помішуванням.
Пасерують ароматичне коріння, томат, пшеничне борошно; при цьому ароматичні речовини розчиняються в жирі, а внаслідок пасерування томату й моркви в жир переходять барвні речовини. Пасерування пшеничного борошна згущує супи та соуси, робить їх однорідними й еластичними. При цьому видаляється сирий запах борошна, і воно набуває приємного горіхового аромату.
Особливо часто пасерують харчі, коли треба підготувати їх для приготування соусів та інших страв. Продукт пасерування має назву засмажка (запражка, пасеровка).